# ダルトン・パパリイ
ダルトン・パパリイ（Dalton Papalii、1997年8月8日 - ）は、スーパーラグビー・パシフィックブルーズに所属するラグビーユニオン選手。

## プロフィール
- ニュージーランド・オークランド出身[1]。
- ポジションはフランカー(FL)。
- 身長 193cm、体重 113kg
- U20ニュージーランド代表に選ばれたことがある[2]。
- ニュージーランド代表キャップは18（2022年10月現在）でラグビーワールドカップ2023のニュージーランド代表に選ばれた[3]。

## 略歴
オークランドを経て、2017年、ブルーズに加入。